# Clermont-de-Beauregard
Clermont-de-Beauregard ist eine französische Gemeinde mit 123 Einwohnern (Stand 1. Januar 2022) im Département Dordogne in der Region Nouvelle-Aquitaine (vor 2016: Aquitanien). Sie gehört zum Arrondissement Périgueux (bis 2016: Arrondissement Bergerac) und zum Kanton Périgord Central.
Der Name in der okzitanischen Sprache lautet Clarmont de Beuregard und bedeutet „Berg, von dem man klar sehen kann“ und weist auf seine geografische Lage auf einer Anhöhe zwischen zwei Flusstälern hin.

## Geographie
Clermont-de-Beauregard liegt ca. 25 Kilometer südwestlich von Périgueux und ca. 15 Kilometer nordwestlich von Bergerac in der historischen Provinz Périgord.
Umgeben wird Clermont-de-Beauregard von den Nachbargemeinden:
| Saint-Martin-des-Combes    |                                             | Fouleix                  |
|                            | Kompassrose, die auf Nachbargemeinden zeigt |                          |
| Saint-Georges-de-Montclard |                                             | Saint-Félix-de-Villadeix |

Clermont-de-Beauregard liegt im Einzugsgebiet des Flusses Dordogne. Einer seiner Nebenflüsse, der Caudeau, durchquert mit seinen Zuflüssen, dem Ruisseau les Carbonnières und der Ruchelle, das Gebiet der Gemeinde.

## Geschichte
Während des Hundertjährigen Krieges hatte der befestigte Ort aufgrund seiner geografischen Lage eine sehr hohe strategische Bedeutung und war je nach Kriegsverlauf im Besitz der englischen oder der französischen Krone.
Zu Beginn der Französischen Revolution wurde die ehemalige Gemeinde Saint Florent in die Gemeinde Clermont-de-Beauregard eingegliedert.

### Toponymie
Toponyme und Erwähnungen von Clermont-de-Beauregard waren:
- Castrum de Claro Monte (1158, Collection de l’abbé de Lespine),
- Clarmon, Clermon und Clairmon (16. Jahrhundert, Archiv von Bergerac),
- Clermont (1750 Karte von Cassini),
- Clermont Beauregard (1793, Notice Communale),
- Clermont-de-Beauregard (1801, Bulletin des Lois).[5][6]

### Einwohnerentwicklung
Nach Beginn der Aufzeichnungen stieg die Einwohnerzahl in der ersten Hälfte des 19. Jahrhunderts auf einen Höchststand von rund 400. In der Folgezeit sank die Größe der Gemeinde bei kurzen Erholungsphasen bis zu den 1960er Jahren auf rund 100 Einwohner, bevor sich eine kurze Wachstumsphase einstellte, die die Zahl der Einwohner auf einen relativen Höchststand von rund 130 hob. In jüngster Zeit setzte eine Phase der Stagnation ein.
| Jahr      | 1962 | 1968 | 1975 | 1982 | 1990 | 1999 | 2006 | 2010 | 2022 |
| --------- | ---- | ---- | ---- | ---- | ---- | ---- | ---- | ---- | ---- |
| Einwohner | 109  | 102  | 112  | 128  | 123  | 123  | 115  | 142  | 123  |

## Sehenswürdigkeiten

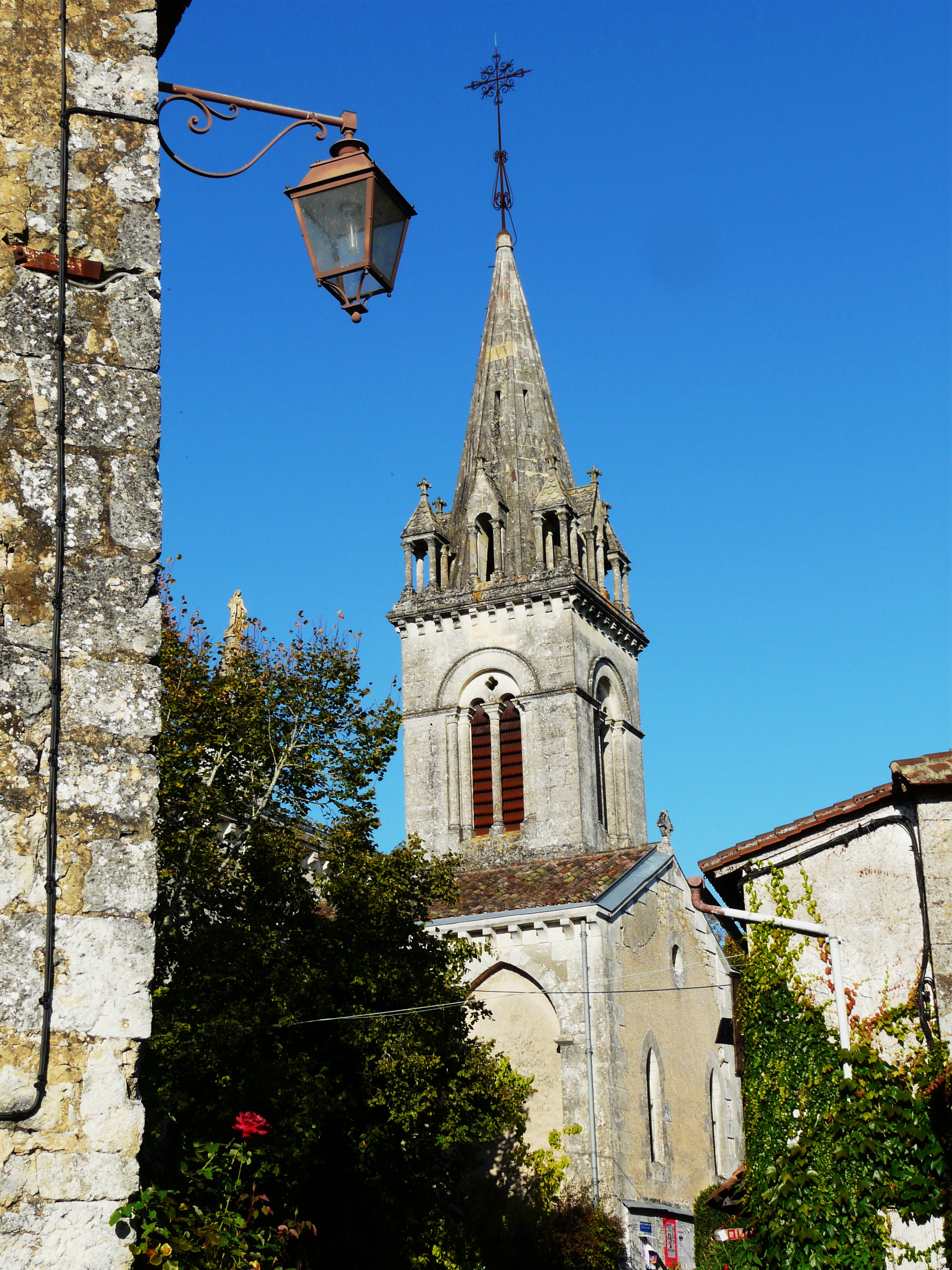
Pfarrkirche Saint-Front

### PfarrkircheSaint-Front
Die Fronto von Périgueux geweihte Kirche befindet sich im Zentrum von Clermont-de-Beauregard. Es handelt sich um einen Neubau des 19. Jahrhunderts, der von der Familie Pavillon de la Gaubertie finanziert wurde. Sie besitzt einen Grundriss in Form eines lateinischen Kreuzes. Ihr Stil ist gleichzeitig neugotisch und neuromanisch. Die Kirche ist nach Westen orientiert.

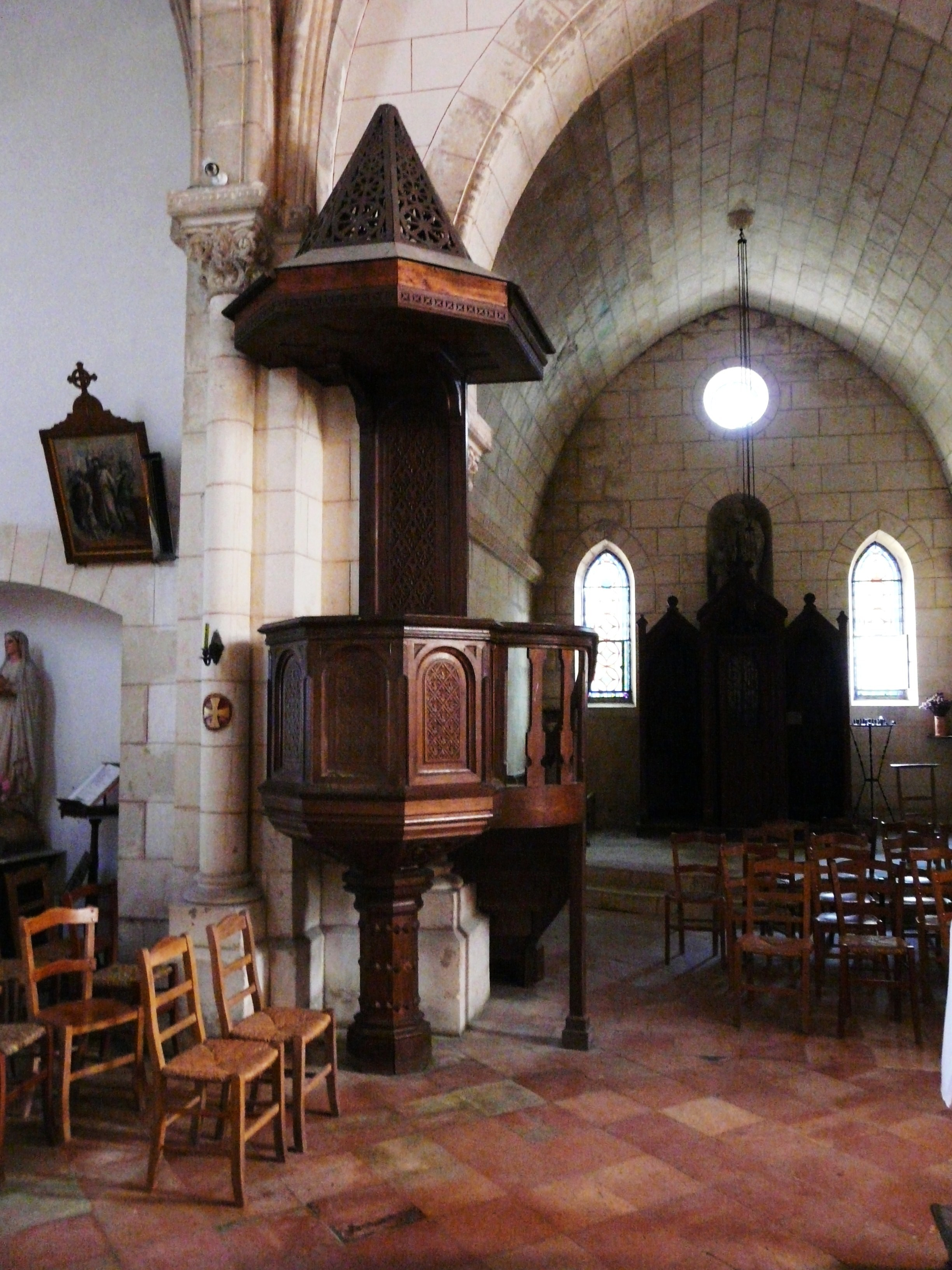
Kanzel
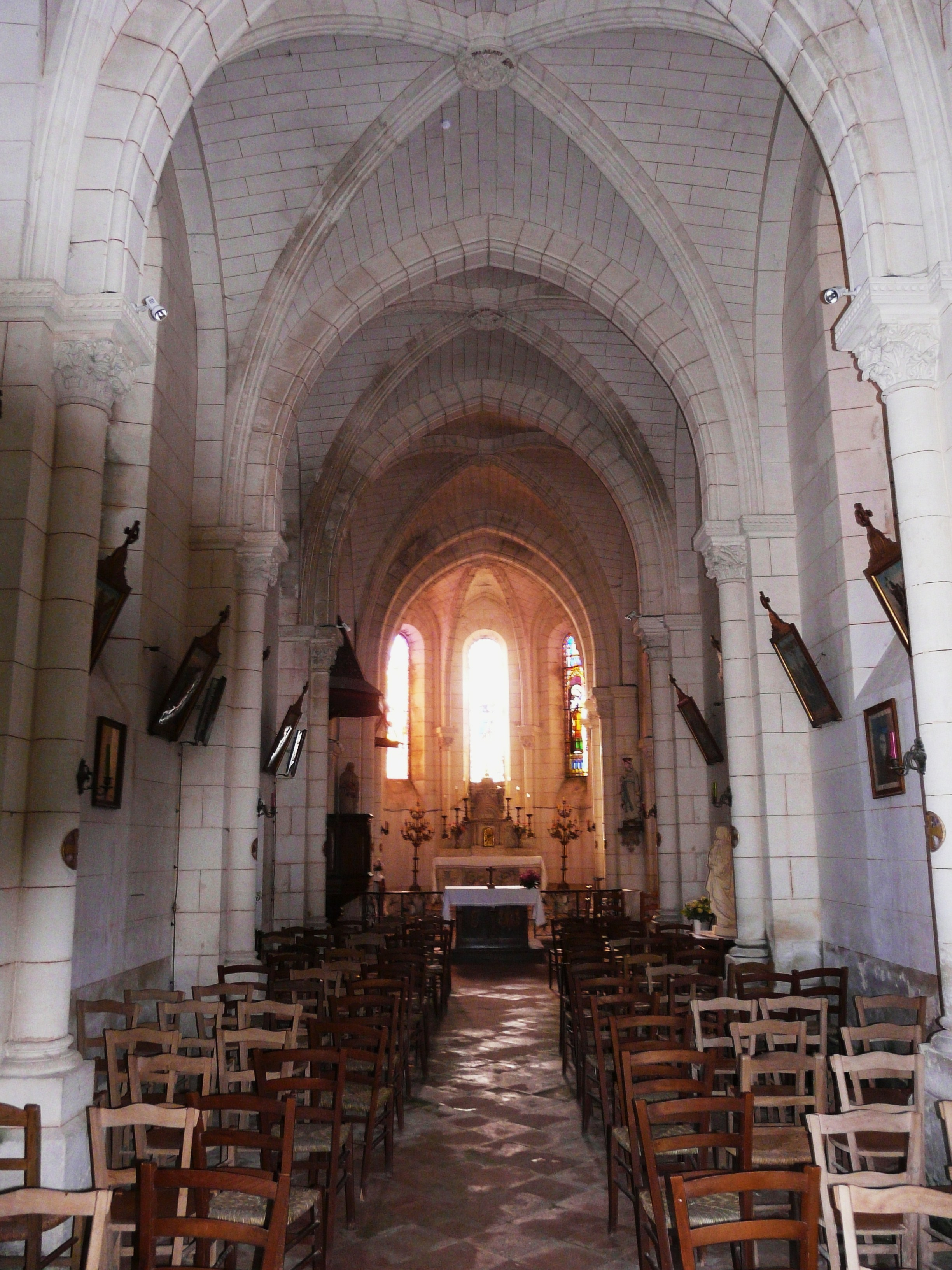
Hauptschiff mit Blick auf den Chor

### Schloss Clermont
Es ist reichlich verfallen und hat von seiner glanzvollen Vergangenheit nur einige modernisierte Wohntrakte, ein Teil eines romanischen Donjons und vor allem einen hohen Eckturm mit einer Madonnenstatue an seiner Spitze behalten. 1301 tauschte der französische König Philipp IV. das Schloss mit Elie de Talleyrand. Im Laufe der Jahrhunderte wechselte es häufig den Besitzer und Mitbesitzer. Es ist in Privatbesitz und der Öffentlichkeit nicht zugänglich.

## Wirtschaft und Infrastruktur
Handel und Dienstleistungen sind die wichtigsten Wirtschaftsfaktoren der Gemeinde.

### Verkehr
Clermont-de-Beauregard wird durchquert von der Route départementale 21.